# 1848 Delvaux
1848 Delvaux (1933 QD) là một tiểu hành tinh vành đai chính được phát hiện ngày 18 tháng 8 năm 1933 bởi Delporte, E. ở Uccle.